# M@ths en-vie
 (mars 2024).
M@ths en-vie est un dispositif pédagogique qui propose des activités liées aux mathématiques, conçues autour de supports numériques (photos, vidéos ou pages web). 
Ces supports contiennent un ou des éléments mathématiques qu'il est nécessaire de prélever pour répondre à une consigne mathématique ou résoudre un problème.
Les objectifs sont doubles : améliorer la compréhension en résolution de problèmes et développer la perception des élèves sur les objets mathématiques.

## Historique
M@ths en-vie est né en octobre 2016. Le dispositif a été créé initialement par Carole Cortay, conseillère pédagogique de circonscription et Christophe Gilger, enseignant référent pour les usages du numérique et référent mathématiques de circonscription dans le cadre d’une formation de circonscription en mathématiques.
Il a été tout d’abord porté par l’Inspection de St Gervais puis soutenu par la direction au numérique éducatif de Grenoble (projet « Heure Du Numérique » durant 3 ans), la Cellule Académique Recherche Développement Innovation Expérimentation de Grenoble (labellisé projet innovant) et a remporté en 2018 le prix Jacqueline-Ferrand de la Société mathématique de France (SMF).
Il s'est développé au fil des années et s'est diffusé dans le cadre d’animations pédagogiques, de conférences organisées par Canopé, par sa présence lors de plusieurs manifestations (Educatec/tice, Ludovia, LudoviaBE, LudoviaCH, Salons du numérique des Savoie, Forum des Enseignants Innovants…), par sa présence dans les réseaux sociaux (Twitter, Facebook, Instagram) ainsi qu'à diverses publications.
En mai 2020, création de l'association M@ths'n Co qui s’adresse aux enseignants, aux formateurs, aux élèves et aux parents d’élèves. Elle a notamment pour but de réunir tous ceux qui souhaitent soutenir, faire vivre et développer la démarche proposée dans le dispositif M@ths en-vie. En juin 2020, accueil de Philippe Roederer, IEN et Charles Torossian comme membres d'honneur.
M@ths en-vie a été partenaire de la semaine des mathématiques 2021, 2022 et a proposé plusieurs actions qui ont été intégrées au guide national 2021 et au guide national 2022.

## Distinctions et reconnaissances

### Prix Jacqueline-Ferrand
M@ths en-vie a été lauréat du prix Jacqueline-Ferrand, édition 2018, décerné par la Société mathématique de France. Avis du jury : « Le jury a particulièrement apprécié ce projet et notamment l’accent mis sur les premiers cycles de l’apprentissage, dont l’importance est fondamentale, et l’utilisation parcimonieuse mais extrêmement pertinente des outils numériques. Le dispositif est suffisamment simple dans sa mise en œuvre pour que tous les enseignants puissent s’en saisir, ce que nous ne pouvons qu’encourager, d'autant plus qu'il est accompagné d'éléments de formation ».

### Reconnaissances institutionnelles
Les reconnaissances institutionnelles et l'accompagnement qui en a découlé ont permis au projet de se développer. Il a été présenté à la journée académique de l'Innovation à Grenoble en mai 2017 et en octobre 2018. Le projet a été sélectionné par la Cellule Académique Recherche Développement Innovation Expérimentation en vue de la journée nationale de l’innovation qui s'est tenue le 4 avril 2018 à Paris. Cette expérimentation a retenu son attention et a été transmise à la DGESCO-DRDIE.
Les expérimentations locales de la CARDIE visent à expérimenter des innovations pédagogiques à l’échelle des établissements, écoles ou circonscriptions. Elles sont répertoriées par la CARDIE grâce à un appel à projets annuel puis validées par le comité de pilotage académique. Le projet a alors été référencé dans la base Expérithèque des projets innovants  ; Expérithèque est la bibliothèque nationale des innovations et expérimentations pédagogiques engagées dans les écoles et établissements d'enseignement scolaire. Enfin, il a été présenté au Salon Européen de l'Éducation Educatec/Educatice sur le stand du ministère de l'éducation nationale le 21 novembre 2018 et a été l'objet de nombreux relais sur le portail Eduscol Maths en octobre 2017, en juin 2019, en octobre 2019 et en mai 2020 dans la lettre Éducation Numérique mathématiques en mai 2017,  lettre Édu_Num Premier degré no 16, septembre 2017, no 18, mars 2018, no 22 et juin 2019 et la lettre Edu_Num Ressources, n° 8 mars 2020. Un article sur Primabord en janvier 2017 au début de son existence a permis de faire connaître le projet au plus grand nombre.

### Autres
M@ths en-vie  a été sélectionné pour être présenté à #Ludovia15 dans le cadre de deux Explocamps en août 2018, à #Ludovia16 dans le cadre de TADAF (Twittclasses et Dispositifs Associés Francophones) en 2019, à #Ludovia18 dans le cadre de deux Explorcamps et fait l'objet de plusieurs articles dans Ludomag en mai 2018,  septembre 2019 Il a également été sélectionné pour être présenté à #LudoviaBE dans le cadre de deux Explorcamps en octobre 2019,.
Educavox, le média des acteurs de l'école, a consacré plusieurs articles à ce dispositif en novembre 2016, mai 2018 et avril 2020
En 2019, il a été retenu pour participer au Forum des Enseignants Innovants, organisé par le Café pédagogique et le journal Libération.